# Der Verlorene (Roman)
Der Verlorene ist der Titel eines 1998 erschienenen Romans von Hans-Ulrich Treichel, der ein Familienschicksal der Nachkriegszeit aus der Sicht eines Jungen schildert. Auf der Flucht haben seine Eltern seinen älteren Bruder verloren, als die Mutter ihn in panischer Angst vor russischen Soldaten einer fremden Frau in die Arme gelegt hatte. Schuldgefühle und die Suche nach dem verlorenen Sohn bestimmen das Familienleben. Der Buchtitel kann als Anspielung auf das biblische Gleichnis vom verlorenen Sohn gedeutet werden.

## Inhalt
Hans-Ulrich Treichels Roman beginnt mit der Beschreibung einer Photographie, die den verlorenen Sohn Arnold auf einer Wolldecke zeigt. Es ist die einzige Erinnerung der Eltern an ihren ersten Sohn, den die Mutter auf der Flucht einer fremden Frau in die Arme gelegt hat, als sie plötzlich von russischen Soldaten aus dem Flüchtlingskonvoi herausgeholt wurden.
Der Erzähler, der kleine Bruder des Verlorenen, erfährt erst langsam den wirklichen Sachverhalt. Zunächst erzählen ihm die Eltern, der ältere Bruder sei auf der Flucht verhungert. Als er aber von der Mutter erfährt, dass der Bruder noch lebt, fürchtet er einen Konkurrenten, der ihm seinen Platz in der Familie streitig machen könnte. Schon lange hat er gespürt, dass das Interesse der Eltern am verlorenen Sohn auf seine Kosten geht: Beim Betrachten des Fotoalbums ruht der Blick der Mutter lange auf dem einzigen Bild des Erstgeborenen, die Bilder vom jüngeren Sohn werden zügig überblättert, zudem erscheint der Abgebildete hier stets seltsam fragmentarisch, wird auf jedem Bild durch Gegenstände oder andere Personen weitgehend verdeckt. Es sieht niemand richtig hin.
Der kleine Bruder verfolgt das immer neue Scheitern der Eltern auf der Suche nach dem Verlorenen mit einer naiven Schadenfreude, die sich zu einem distanzierten Blick auf die Entwicklung der Familie, auf finanziellen Aufstieg, verdrängte Schuldgefühle und Ängste erweitert. Trotz der zunehmenden Verzweiflung funktionieren die Eltern perfekt als Aufsteiger im Wirtschaftsboom der 1950er-Jahre. Der Vater steigt durch unermüdlichen Fleiß vom Lebensmittelhändler zum Fleischgroßhändler auf, es wird ein eigenes Kühlhaus gebaut, für den Jungen manifestieren sich die Erfolge vor allem durch immer größere Autos. Leider hat der selbständige Vater aber keine Zeit für Urlaubsreisen, und auf sonntäglichen Ausflügen wird es dem Erzähler stets schlecht und er erbricht sich zur Verzweiflung des Vaters ins Auto.
Schließlich stoßen die Eltern auf das Findelkind Nummer 2307 und es gibt gute Argumente, dass dies der verlorene Sohn sei. Spuren des nationalsozialistischen Rassenwahns tauchen auf, als die Körper der Eltern immer neu erfasst und vermessen werden, aus der Sicht des Jungen beängstigende Vorgänge von eigenartiger Komik. Doch obwohl die Eltern immer neue Anstrengungen unternehmen nachzuweisen, dass dies der verlorene Sohn sei, scheitern sie an den Behörden und ihren zweifelhaften Anforderungen an die Ähnlichkeit. Als der Vater erregt und übermüdet mit der Familie von einem dieser Untersuchungstermine zurückkehrt und sein Kühlhaus ausgeräumt vorfindet, erleidet er zwei Herzinfarkte, die zum Tode führen.
In der Folge entwickelt sich eine Verbindung zwischen der Mutter und einem lokalen Polizeibeamten, die der Erzähler trotz anfänglicher Sympathie für Mütze und Dienstpistole misstrauisch beobachtet. Der Beamte lässt sich überreden, der Mutter Adresse und Namen des Findelkindes zu nennen, das nun in einer Metzgerei arbeitet. Zusammen mit dem Polizisten fahren Mutter und Sohn dorthin und sehen sich durch das Schaufenster mit dem Verlorenen konfrontiert. Der Erzähler ist über die Ähnlichkeit entsetzt, die Mutter aber wendet sich ab. Man fährt zurück.

## Biographischer Hintergrund
Hans Treichel wuchs selbst als Kind von Vertriebenen auf, auch in seiner Familie gibt es einen verlorenen Bruder. Die reale Mutter hielt den Verlust aber bis kurz vor ihrem Tod im Jahre 1991 vor Treichel und seinen Brüdern geheim. Schon in der Sammlung Von Leib und Seele hatte Treichel literarisch die Vertreibung seiner Eltern thematisiert, das triste Leben in der westfälischen Kleinstadt und die Ausgrenzungsmechanismen gegenüber den Vertriebenen. In ihrer Rezension in der Wochenzeitung Junge Freiheit schreibt Doris Neujahr, der Verlust Arnolds stehe pars pro toto für einen umfassenden, elementaren Verlust.
Auch Hans-Ulrich Treichel selbst sieht sein Schreiben als Auseinandersetzung mit der eigenen Biographie, als Wahrheitssuche:

„.. ich glaube, ich suche nach der Wahrheit über mich, nach der wahren Geschichte. … Landläufig denkt man ja immer, es gibt die Wirklichkeit der Erfahrung und dann gibt es die Erfindung oder die konstruierte Erinnerung. Ich zweifle an der Wirklichkeit der Erfahrung, an dem Authentizitätsstatus des Subjekts. Ich bin mir nicht so sicher, wie echt meine Erfahrungen sind. Das heißt, ich bekomme erst ein biografisches Kontinuitäts- und Substanzgefühl, wenn ich etwas zu meinem empirischen Leben hinzu erfinde. Ich werde erst schreibend autobiografisch.“

Die Erfahrung des Schweigens am sonntäglichen Tisch, das Familiengeheimnis des verlorenen erstgeborenen Sohns, die Traumatisierung der Eltern seien ihm „eine riesige Last an überfordernder Erfahrung“ gewesen und zugleich ein „Leerraum“, den das Schreiben „prothetisch“ kompensiere.

## Themen
Der Roman berührt aus der Sicht des kindlichen Erzählers eine Reihe von Themen der Nachkriegszeit, ohne diesen systematisch nachzugehen. Da sind zunächst Vertreibung und Flucht aus dem Osten, die Vergewaltigungen durch russische Soldaten und der Verlust von Angehörigen. Der Leser ahnt, dass der allgegenwärtige Russenhass nicht nur dieser Vertreibung geschuldet, sondern dass der Erzähler das biologische Ergebnis der Vergewaltigung durch einen russischen Soldaten sein könnte. Auch die Körpervermessungen und das Verhalten der Mediziner lassen Düsteres über deren Vergangenheit erahnen.

„Nachdem die Behörden ein Kind, das der Beschreibung der Eltern in etwa entspricht, ausfindig gemacht haben, setzt ein langwieriger Identifizierungsprozeß ein. Konsequent führt der Text nazistisches Vokabular und Metaphorik auf: So wird das gefundene Kind hartnäckig ‚das Findelkind 2307‘ genannt. Um seine „Blutsverwandtschaft“ mit der restlichen Familie festzustellen, setzt Prof. Liebstedt Elemente der Rassentheorie entsprechend ein. Minuziös werden Fußabdrücke und Kopfumfang des „Findelkindes 2307“ und der restlichen Familie gemessen und verglichen. Prof. Liebstedt greift zur Zange und Schraubzwinge, mißt die „relative Kiefernbreite“ und manches mehr.“

Aus der kindlichen Erzählposition erscheint dies jedoch so rätselhaft und verklausuliert, wie es den Kindern der Nachkriegszeit erschienen sein muss: als allgegenwärtiges, aber unverständliches Hintergrundrauschen. Das Grauen ist da, meist aber verklausuliert und grotesk. Die tiefe Verdrängung wird deutlich in der Begegnung der Eltern mit einem Leichenwagenfahrer, der begeistert beim Mittagessen die hygienische Qualität des neuen Heidelberger Krematoriums lobt. „Mit den Öfen stehe und falle alles. Taugten die Öfen nichts, taugte das ganze Krematorium nichts.“ Der Direktor des Krematoriums habe dies bewiesen, indem er vor seinen Augen an einem Knochenrest geknabbert habe.
Der Roman schildert auch den verzweifelten Willen zum sozialen Aufstieg, der die Eltern des Erzählers bewegt. Dabei erscheinen die Errungenschaften dieses Aufstiegs, die größer werdenden Autos und die immer neuen Umbauten und Erweiterungen des Elternhauses aus Sicht des Kindes eher als negativ. Der alte verwinkelte Fachwerkbau mit seinen Geheimnissen wird zum sterilen Kasten, der Plastikgeruch der Fahrzeuge erzeugt bei dem Jungen Übelkeit.
Trotz aller Bemühung, in der Gegenwart erfolgreich Fuß zu fassen, lastet der Schrecken der Vergangenheit auf allen Unternehmungen der Familie. So gut die Eltern im Wirtschaftsleben der Nachkriegszeit funktionieren, so deutlich liegen doch Schatten auf den Menschen.

„Das Leben der Familie, es sind die fünfziger Jahre, kreist pathologisch um die Verzweiflungstat von damals und hat sich zum Schuldkomplex der Mutter ausgewachsen. Es ist kein Glück möglich mit dieser Leerstelle in der Familie, diesem Horror vacui, der die Mutter immer stärker an sich verzweifeln läßt. Tragisch, daß dadurch auch der zweitgeborene Sohn, der Erzähler, nicht zu seinem Recht kommt.“

Die „Klammern aus «Schuld und Scham»“ lähmen das Familienleben und verhindern jegliche Nähe zwischen Eltern und Kind. Treichel demonstriert dies genussvoll an den Fernsehabenden, etwa wenn Mutter und Sohn angesichts harmloser Zärtlichkeiten in Scham erstarren oder wenn der Vater den Fernsehgenuss des Sohnes durch immer neue Arbeitsaufträge unterbricht. Emotionen sind nur möglich in Extremsituationen, etwa am Totenbett des Vaters, aber auch diese Situationen werden sofort unterbrochen und gestört.
Der Junge reagiert auf die bedrückende Familienwelt vor allem mit Ekel und Erbrechen. So widern ihn das zeremonielle „Schweinehirnessen“, das der Vater regelmäßig inszeniert, der „Verzehr von Blutsuppe oder Blutkuchen“ regelrecht an, obwohl es nur dort einmal fröhlich zugeht in der traumatisierten Familie, weil die Fressorgien die Eltern an die Schlachtfeste in der alten Heimat erinnern.
Doris Neujahr stellt in ihrer Rezension das Schicksal der Vertriebenen in den Vordergrund. Zu lange habe man den Verlust der Heimat als durch den neuen Wohlstand beglichene Rechnung verharmlost. Versuche, das Leiden der Flüchtlinge zu thematisieren, habe man stets in die rechte Ecke gedrängt. Erst neuere Forschungen hätten die traumatische Bedeutung der Vertreibung offengelegt. Die beiden Bücher von Hans-Ulrich Treichel hätten eine Kehrtwende vorweggenommen und in gewisser Weise schon begründet.
Treichel selbst nennt das Thema Schuld als wesentliches Moment des Romans. Die Schuldkomplexe seiner Eltern aufgrund des Verlusts des Sohnes haben auf das nationale Trauma aufgesetzt, zementiert durch die Unfähigkeit, die Leidenserfahrung zu thematisieren. Diese Schuldbotschaft, die der Erzählerfigur des Romans vermittelt werde, sei – religiös überformt – auch die Hauptbotschaft seiner Kindheit gewesen.

## Literarische Form
Durch die Perspektive des Jungen erzielt Hans-Ulrich Treichel eine Distanz zur Welt der Erwachsenen. Gleichzeitig eröffnet sich die Möglichkeit zu Verdichtungen und Auslassungen, da der Junge viele Aspekte des Erwachsenenlebens nur ausschnitthaft wahrnimmt.

„Hans Ulrich Treichel dampft ein und konzentriert, bis ein lakonischer Sud übrig bleibt – Verzweiflung, die sich mit streng logischen, dabei immer aberwitzigeren Operationen sorgfältig steigert.“

Oft sorgt die Perspektive des Jungen auch für groteske und witzige Effekte. Als er nach dem Tode des Vaters angehalten wird, in der Bibel zu lesen, fasziniert ihn am Thema Tod vor allem das Tote Meer.

## Rezension
Torsten Schöwing diagnostiziert in seiner Rezension einen fast dokumentarischen Zug in Treichels Erzählen. Er erzähle „nüchtern und distanziert“, ohne jedoch den „literarischen Grundcharakter“ zu verlieren. Helmut Hirsch erinnert der „sarkastische und ironische Tonfall“ an Thomas Bernhard. „Geschwisterrivalität, Ehekrieg, Erwerbstrieb, Überlebenskampf, alles in einem und dicht beieinander.“ In der umfangreichen „Wiedergabe der rassenkundlichen Untersuchungsergebnisse“ sieht Schöwing hingegen „das fortdauernde Brodeln nationalsozialistischer Elemente im nur oberflächlich entnazifizierten Deutschland der Nachkriegsjahrzehnte“.
In seiner Rezension schreibt Wolfgang Müller, dass die Einführung eines 16-jährigen Jungen als Erzähler „eine naive, unverstellte, scheinbar unideologische Sicht auf die Details des Familienlebens und seines gesellschaftlichen Umfelds dieser Zeit ermöglicht“. Gleichzeitig bemängelt Müller eine gewisse Einseitigkeit der Erzählung und fragt sich, ob „die wirklich Vertriebenen wirklich alle so engherzig und hinterwäldlerisch, wenn nicht gar latent faschistisch waren.“
Amir Eshel untersucht Treichels Roman im Hinblick auf seine „Poetik des Verlusts“. Er sieht im verlorenen Kind den „einschneidenden, fortdauernden historischen Verlust“ allegorisch codiert. Zwischen Traumatisierung, Trauer und Ironie zeige der Roman die Menschen auf der Suche nach einer angemessenen Sprache. Er sieht im Verlust des Kindes eine „Urszene“, „bedrohte, verlorene, geopferte Kinder bildeten seit eh und je den Mittelpunkt ethischer, theologischer und philosophischer Allegorien.“ Eshel fügt hinzu, der Körper des verlorenen, getöteten Kindes markiere den Beginn einer nie zu bewältigenden Trauer, den gravierenden Verlust von Lebenssinn und den symbolischen Bruch genealogischer Kontinuität.
Amir Eshel deutet den Verlust des Kindes als Allegorie auf den genealogischen und historischen Bruch am Ende der NS-Zeit. Dabei erscheine die Traumatisierung der Mutter durch den Verlust des Kindes und die Vergewaltigung unkonkret als „etwas Schreckliches“, das ihr passiert sei. Die Vertriebenen würden in keiner Weise als Opfer stilisiert, der Ton bleibe lakonisch, ironisch gebrochen, das Schreckliche erscheine in Form „eines nüchternen Berichts“.
Für Doris Neujahr ist Treichels Roman „eine subtile Mentalitätsgeschichte der Bundesrepublik“. Sie sieht in der Thematisierung des Leidens der Kriegsgeneration und ihrer bedrückenden Überlebensstrategien die Wurzel des Generationenkonflikts, des „Aufstands der Söhne gegen ihre Eltern“ und schreibt, Hans-Ulrich Treichel sei mit dieser Novelle zu einem der wichtigsten deutschsprachigen Autoren des Jahrzehnts geworden.

## Textausgaben
- Der Verlorene. Roman. Frankfurt am Main 1998, ISBN 3-518-39561-0.
- Der Verlorene. Text und Kommentar. (Lernmaterialien). Suhrkamp, Frankfurt am Main 2005, ISBN 3-518-18860-7.

## Bearbeitungen für Theater, Film und Hörfunk
- 2003 inszenierte der Regisseur Boris von Poser eine eigene Bühnenbearbeitung des Romans an den Sophiensaelen in Berlin.
- 2015 wurde der Roman für das Fernsehen unter dem Titel Der verlorene Bruder verfilmt und am 9. Dezember 2015 im Ersten gesendet.